# Elektrische isolatie

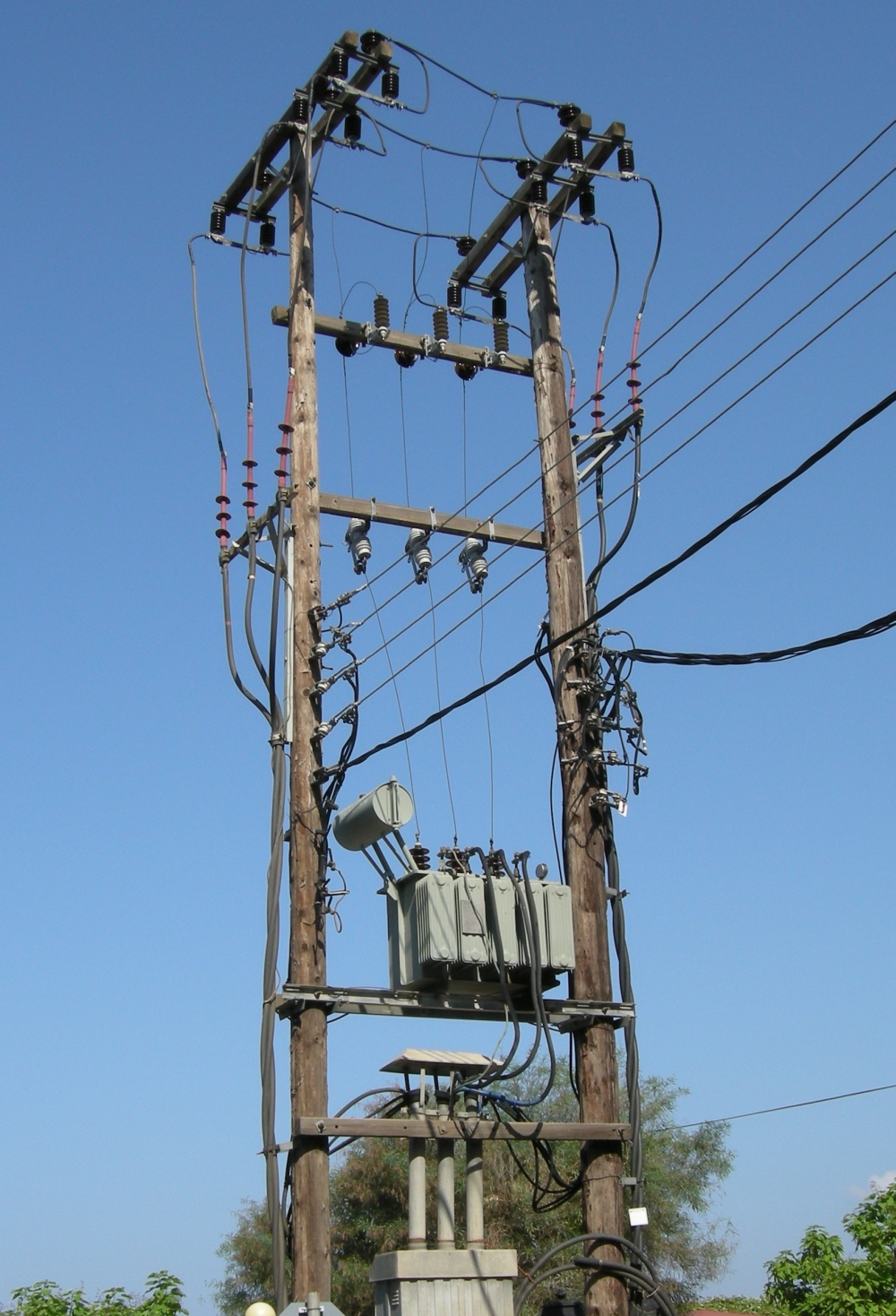
Veiligheid door elektrische isolatie

Elektrische isolatie is een materiaaleigenschap die bestaat uit het blokkeren van elektrische stroom omdat de soortelijke weerstand zeer hoog is. Het is daarmee dus het tegenovergestelde van elektrische geleiding. Elektrische isolatie wordt vastgesteld door een elektrische spanning aan te brengen over het voorwerp van onderzoek door de ene pool met een deel (kant) van dit voorwerp (eventueel een gas of een vloeistof) te verbinden en de andere pool met een ander deel (kant) van hetzelfde voorwerp. De elektrische stroom die er in deze weerstandsmeting (of impedantiemeting) gaat lopen moet verwaarloosbaar klein zijn om van een elektrische isolator te kunnen spreken.

## Nut
De elektrische isolatie maakt het mogelijk om van elektriciteit nuttig en veilig gebruik te maken. Opwekking, transport, verbruik en regeling zijn pas mogelijk als alle stromen op de juiste manier van elkaar gescheiden getransporteerd kunnen worden. Het toepassingsgebied is daarmee net zo breed als het gebruik van elektriciteit. Aangezien de andere eigenschappen, zoals hittebestendigheid en breekbaarheid, van isolerende materialen zich met bepaalde toepassingen niet laten verenigen is de keuze soms heel lastig. Met name de ESD-eigenschappen van goede (hittebestendige) isolators zijn soms ronduit ongunstig, zoals bij teflon. Soms wordt er aan één zijde een geleidende laag aangebracht om dit effect tegen te gaan.

## Materialen
Isolerende materialen zijn bijvoorbeeld 
- Plastic, met name pvc en XLPE, in draad en kabels. Veel tapijten zijn door het gebruik van kunststoffen een goede isolator. Gereedschappen zoals schroevendraaiers en tangen hebben isolerende kunststof handgrepen.
- Glas in isolators voor hoogspanningsmasten, maar bijvoorbeeld ook in lampen en beeldschermen
- Lucht in alle bovengronds transport van elektriciteit, maar ook in de variabele condensator in de oudere radio's
- Olie in elektrische toestellen op hoogspanning zoals transformatoren en schakelapparatuur
- SF6, zwavelhexafluoride in elektrische schakelapparatuur op hoogspanning of middenspanning
- Keramiek, met name porselein in zekeringen, isolators voor schrikdraad, bovenleidingen van trein, tram, trolleybus en telefoonleidingen (buitenland), in allerlei verwarmingsapparatuur, zoals broodroosters, koffiezetapparaten, fittingen voor halogeenlampjes, soldeerbouten enzovoort
- Bakeliet, vooral in de oudere apparatuur en installatiemateriaal
- Epoxy, met name voor printplaten in elektronische apparatuur
- Rubber, dit is soms te merken aan het statisch opgeladen worden van een persoon die op rubber zolen staat.
- Prespaan, dit is in olie gedrenkt isolatiepapier (cellulose) dat in elektrische installaties wordt gebruikt om zeer hoge spanningen te isoleren.
- Papier of cellulose wordt ook nog veel gebruikt in elektrische installaties.

## Natuurkunde
De atomen van isolatoren hebben geen of vrijwel geen vrije elektronen.

## Spectrum
Wat betreft de elektrische geleiding zijn er grofweg drie soorten materialen: de geleiders (of geleidende materialen), die de elektrische stroom goed geleiden, hoofdzakelijk de metalen, zoals koper; de isolatoren (of isolerende materialen) die ondoordringbaar zijn voor elektrische stroom (zuiver water (=gedemineraliseerd water) geleidt bijvoorbeeld slecht) en er zijn de halfgeleiders, een aparte groep materialen met bijzondere eigenschappen.